# Чёрно-зелёная мартышка
Чёрно-зелёная мартышка или мартышка Аллена (лат. Allenopithecus nigroviridis) — вид приматов из семейства мартышковых, единственный вид рода Allenopithecus.

## Описание
Телосложение достаточно плотное. Шерсть серо-зелёная, морда коричневатая с щеками, покрытыми длинной шерстью. Между пальцами конечностей небольшая, но заметная перепонка, что указывает на способность к плаванию. Достигают в длину 45—60 см, хвост в длину до 50 см. Самцы достигают веса в 6 кг, самки редко весят более 3,5 кг.
Обитают в бассейне реки Конго в Республике Конго и на западе Демократической Республики Конго.

## Поведение
Дневное животное, в поисках пищи много времени проводит на земле. Населяет болотистые зоны, хорошо плавает, ныряя в случае опасности. Живёт группами, насчитывающими до 40 животных. Внутри группы развита система коммуникации при помощи жестов, звуков и прикосновений.
Рацион состоит из фруктов и листьев, а также жуков и червей.
О половом поведении известно мало. Детёныши отлучаются от груди в возрасте трёх месяцев, половой зрелости достигают в 3—5 лет. Продолжительность жизни до 23 лет.